# Badhan
Badhan (también conocido como Barran, Baran) es un distrito en la región de Sanaag, Un territorio de la República de Puntlandia. En julio de 2007, la ciudad se convirtió en la capital del estado de Maakhir. La ciudad ha crecido desde la guerra civil en Somalia y aquí hay un Hospital, 3 escuelas secundarias, y se está planeando la construcción de una universidad, pensado en el plan de las autoridades de Maakhir de abrir otra universidad en Buran, otra ciudad localizada al este de Sanaag. Badhan se compone de 4 barrios - Horseed, Iftin, Furqan y Nour.

## Población
Badhan es una ciudad que está en auge y en un rápido crecimiento. Similar a la de cualquier otro pueblo pequeño en Puntlandia, que solía ser una pequeña ciudad con una población de menos de 15,000 habitantes, pero cuando la guerra civil estalló afectó gravemente al pueblo Warsangeli quienes han sido víctimas en otras partes de Somalia comenzaron a migrar de nuevo a su "ancestral" patria y Badhan pasó de una ciudad de 15,000 habitantes a una ciudad de alrededor de 150,000 el día de hoy.

## Entretenimiento
Badhan tiene verdes montañas hacia el lado Oeste, conocidas como Cal Madow, donde el mar con blancas playas y agua clara y cristalina, y un bello arrecife coralino están junto a las montañas. En la ciudad hay muchas cosas que hacer, como visitar un café donde es consumido el Khat. Hay muchos hoteles y casas de huéspedes en la ciudad. El mejor periodo para visitar la ciudad es entre septiembre y marzo, durante la temporada de lluvias, pues en verano, el calo puede ser insoportable para la gente de otros lugares. En las afueras de la ciudad se encuentran montañas de roca, pastizales con fauna salvaje y unos singulares árboles.